# Argilotrônica
Argilotrônica ou claytrônica (da língua inglesa, "Claytronics", palavra composta por "clay" - argila - e "electronics" - eletrónica) é um campo emergente da nanotecnologia e parte da área de engenharia mecatrônica. O seu escopo é o do projeto e criação de máquinas ou robôs à nanoescala reconfiguráveis para formar máquinas e mecanismos muito maiores. É geralmente referido como matéria programável.
O conceito foi originalmente cunhado na Carnegie Mellon University, e vem sendo pesquisado pelos professores Seth Goldstein e Todd C. Mowry, em conjunto com o centro de pesquisas Pittsburgh Laboratory, da Intel.

## Funcionalidade
De acordo com a equipe do "Projeto de Realidade Sintética" da Carnegie Mellon ("Carnegie Mellon's Synthetic Reality Project"), a argilotrônica é descrita como "Um conjunto de material que contém computação local suficiente, atuação, armazenamento, energia, sentindo, e comunicação" que pode ser programada para formar interessantes formas e configurações dinâmicas.

### Cátomo
Refere-se a nanorrobôs reconfiguráveis (também chamados de "átomos claytrônicos", ou simplesmente catoms (do inglês, claytronic atoms) projetados para tomar a forma de máquinas e mecanismos de maior escala. Também conhecida como "matéria programável", os catoms serão minúsculos computadores que possuirão a habilidade de movimentação, comunicação com outros computadores, alterar a própria cor e se conectarem eletrostaticamente com outros catoms para tomarem diferentes formas.
Os cátomos, cujo termo é composto por "claytronic" - argilotrónica - e "atoms" - átomos), que constituem a estrutura básica destes materiais programáveis. Cada cátomo constitui de um pequeno computador, com seu próprio processador independente, e passível de interação eletrostático-magnética com outros cátomos próximos a si. Os cátomos podem mover-se em relação uns aos outros e trocar informação. Ao mesmo tempo, a superfície de cada cátomo pode adquirir a sua própria coloração. Alinhando e programando cátomos em uma mesma área, teoricamente é possível obter qualquer forma, em qualquer cor, até mesmo réplicas de seres humanos[carece de fontes?].
Os cátomos podem ser reprogramados enquanto estiverem em contato com uma superfície de controle. Assim, não apenas a sua forma e cor, mas também as suas funções poderiam ser reprogramadas em um console de comando próprio. Ao mesmo tempo, como cada cátomo possui o seu próprio processador e memória, seria possível incluir uma programação geral, a ponto de programar sistemas eletrônicos detalhados e hardwares programáveis.